# 蔚珍鳳坪碑

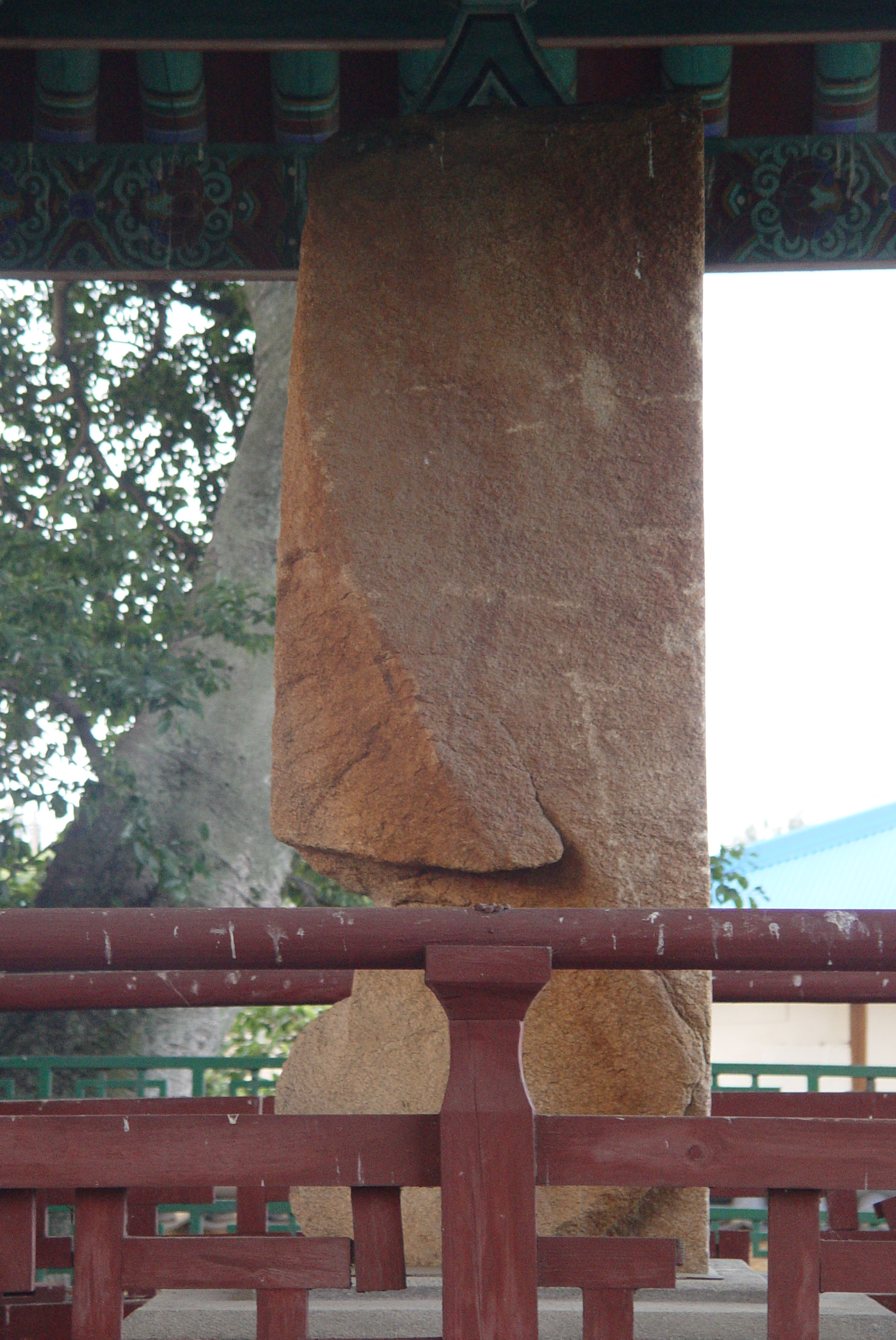
蔚珍鳳坪碑

蔚珍鳳坪碑（ウルチン・ポンピョンひ）とは、1988年1月に大韓民国慶尚北道蔚珍郡竹辺面鳳坪里で発見された、6世紀初頭の新羅の法興王時代の碑石。農耕作業の際に偶然発見されたものであり、すぐには碑石であることは解からずに、同年4月になって古碑石であることがようやく確認されたという。碑石は高さ2.04メートルの四角柱状の花崗岩自然石をほぼそのままに用いたものであり、約400文字が1面にのみ刻まれている。1988年11月4日、大韓民国の国宝第242号（蔚珍鳳坪新羅碑）に指定された。

## 碑文の解釈
摩滅の状況が激しくて文字の比定についても確定し切れておらず、また、文章が純粋な中国漢文とは言えず、新羅の固有の文法に制約されたと見られる表記もあるとされる。そのため、細部にわたっての碑文の解釈は未だ一致した見解が得られていないが、「甲辰年正月十五日」との書き出しによる、元は高句麗領であった領域の民への教書的な文言であるところから、法興王11年（524年）の建立であることが確実視されている。6世紀初頭の新羅が高句麗からの支配を跳ね返して北進し、新たに得た領域を自らの勢力下に収めるに当たって、王の視察のあったことや従わないものへの刑罰が記されており、法制の内容を知る上での貴重な資料となっている。
法興王自身は「寐錦王」として現れており、同時に連なっている高官に「葛文王」の表記が見られることから、6世紀初頭当時の新羅が絶対的な「王」による一元的な王権の支配下にあったわけではなく、寐錦王と葛文王という二つの権力の並存であったとも考えられている。